# Лебедянский уезд
Лебедянский уезд — административная единица в Тамбовской губернии Российской империи и РСФСР, существовавшая в 1779—1924 годах. Уездный город — Лебедянь.

## География
Уезд был расположен на западе Тамбовской губернии, граничил с Рязанской губернией на севере, Воронежской — на юге, Тульской и Орловской — на западе. По площади уезд занимал территорию в 2939,0 вёрст² .

## История
Уезд был образован в 1779 году в составе Тамбовского наместничества (с 1796 года — Тамбовской губернии). 
4 января 1923 года к Лебедянскому уезду была присоединена Докторовская волость Задонского уезда Воронежской губернии.
11 февраля 1924 года уезд был упразднен, его территория вошла в состав Липецкого уезда.

## Население
Население уезда в 1894 году 153 991 чел.
По переписи 1897 года в уезде было 144 822 жителя (69 983 мужчины и 74 839 женщин). В г. Лебедянь — 12 774 чел.

## Населённые пункты
В 1893 году в состав уезда входило 255 населённых пунктов, наибольшие из них:
- г. Лебедянь — 6586 чел.;
- с. Каликино — 7110 чел.;
- с. Доброе — 4960 чел.;
- с. Куймань — 4289 чел.;
- с. Ольховец — 3870 чел.;
- с. Стрелецкая Слобода — 3636 чел.;
- с. Борисовка — 3369 чел.;
- с. Сергиевское — 2679 чел.;
- с. Порой — 2609 чел.;
- с. Замартынье — 2556 чел.;
- с. Большой Хомутец — 2514 чел.;

## Административное деление
В 1890 году в состав уезда входило 19 волостей:
| № п/п | Волость            | Волостное правление          | Число селений | Население |
| ----- | ------------------ | ---------------------------- | ------------- | --------- |
| 1     | Больше-Избищенская | с. Большие Избищи            | 18            | 7001      |
| 2     | Больше-Хомутецкая  | с. Борисовка                 | 15            | 12514     |
| 3     | Добринская         | с. Доброе                    | 8             | 12943     |
| 4     | Ищеинская          | с. Ищеино                    | 16            | 8789      |
| 5     | Каликинская        | с. Каликино                  | 3             | 11247     |
| 6     | Краснинская        | с. Красное                   | 20            | 6365      |
| 7     | Куйманская         | с. Куймань                   | 14            | 16343     |
| 8     | Ольховская         | с. Ольховец                  | 2             | 6902      |
| 9     | Поповская          | с. Большое Попово            | 13            | 4028      |
| 10    | Преображенская     | с. Преображенское            | 1             | 1521      |
| 11    | Пригородная        | с. Пригородное               | 11            | 11379     |
| 12    | Пятницкая          | с. Гузеево (Пятницкое)       | 27            | 6468      |
| 13    | Сезеновская        | с. Сезеново                  | 9             | 4939      |
| 14    | Слободская         | с. Слободское                | 29            | 7835      |
| 15    | Тележинская        | с. Тележенка                 | 5             | 3578      |
| 16    | Троекуровская      | с. Троекурово (Дмитриевское) | 13            | 7009      |
| 17    | Трубетчинская      | с. Трубетчино (Спасское)     | 5             | 5264      |
| 18    | Черепянская        | с. Черепянь                  | 6             | 9118      |
| 19    | Шовская            | с. Шовское                   | 11            | 4608      |

В 1913 году в уезде было 16 волостей: упразднены Поповская, Преображенская и Тележинская волости.